# Liste der Adelsgeschlechter Österreichs ob der Enns/M–Z
Dies ist der zweite Teil der Liste der Adelsgeschlechter Österreichs ob der Enns.
Sie enthält die bedeutendsten Adelsfamilien aus Österreich ob der Enns, das heutige Oberösterreich, und zwar jene Geschlechter, die in die Landstände aufgenommen wurden.
siehe auch:
- Erster Teil: Liste der Adelsgeschlechter Österreichs ob der Enns/A–L (Einleitung)

| Inhaltsverzeichnis A B C D E F G H I J K L M N O P Q R S T U V W X Y Z |

## M
| Name                                                        | Stand, Titel, Zeitraum     | Stammsitz/Ursprung Gebiet | Persönlichkeiten Anmerkungen                                                             | Wappen |
|                                                             |                            | |                                                                                          |        |
| Mamming                                                     | R; Ri (Gf) um 1450–?       | Meraner Bürger, ab 1495 auch in NÖ, um 1670 erloschen; die baier.-Tiroler Linie wurden 1695 Grafen                                    | Georg von Mamming, 1550 oö Landeshauptmann; (Wappen der verwandten Linien)               |        |
| Mannagetta von Lerchenau                                    | R; Ri, Frh 1637–?          | nobilitierter Professor, 1739 in den alten oö Ritterstand aufgenommen                                                                 |                                                                                          |        |
| Mannstorf Schmidtbauer zu Mannstorff                        | R; Frh                     | Schloss Dachsberg, 1702 Wappenbesserung, 1709 nobilitiert als „Edler Herr von Mannstorf“, 1713 Freiherr von Mannstorf                 |                                                                                          |        |
| Maxlrain Mäxlrain, und Hohenwaldeck                         | H; Gf um 1130–1734         | bayer. Uradel, 1693 in den oö Herrenstand aufgenommen, 1734 erloschen                                                                 |                                                                                          |        |
| Meggau                                                      | H; Frh, Gf ?–1644          | aus Meißen stammend, 1571 Freiherrn, 1619 Reichsgrafen; 1644 erloschen                                                                | Leonhard Helfried von Meggau, Helferich von Meggau war bis 1539 oö Landeshauptmann       |        |
| Meran Freiherr von Brandhofen                               | H; Frh, Gf 1834–heute      | aus der morganastischen Ehe von Erzh. Johann hervorgegangen, 1842 in den oö Herrenstand aufgenommen                                   | Franz von Meran                                                                          |        |
| Messenbach Mezzenpeck                                       | 1190–vor 1600?             | Schloss Messenbach, bayer. Uradel, dann in OÖ ansässig                                                                                |                                                                                          |        |
| Meurl, Muerlein von Leombach                                | ~1300–1514                 | Burg? Leonbach, bayer. Uradel, dann in OÖ ansässig                                                                                    | Bernhard Meurl von Leombach (1452–1526), Weihbischof in Passau                           |        |
| Meyerberg Marinitsch von Mayeritschhofen                    | R; Ri 1638–nach 1805       | Schloss Hagendorf, Ebendorf; 1700 Ri. (Edler von Meyerberg), 1712 oö, 1719 nö junger, 1805 nö alter Ritterstand                       | Klagenfurter Stadtrichter Blasius Märinitsch mit „von Mayeritschhoffen“ 1638 nobilitiert |        |
| Migazzi Graf zu Wall und Sonnenthurm                        | H; Gf vor 1250–nach 1850   | Trientiner Familie, 1578 Reichsadel, 1606 Reichsritter, 1698 Grafen, 1772 oberöst. Herrenstand                                        | Christoph Anton von Migazzi (1714–1803), Kardinal und Erzbischof von Wien                |        |
| Mitrovsky von Nemyšl Mitrovský von Mitrovic, Frh von Nemyšl | H; Gf 1377–1850?           | böhm. Vladiken, 1502 böhm. Herrenstand, auch in Mähren und Schlesien ansässig, 1705 böhm. Frh, 1767 öst. Grafen; 1841 oö. Herrenstand | Anton Friedrich Graf Mitrovsky von Nemyšl                                                |        |
| Moll                                                        | R; Ri, Frh 1555–nach 1860? | aus spanischen Niederlanden, salzb., bayer. und Tiroler Adel, 1655 junger, 1783 alter oberöst. Ritterstand, 1789 Freiherren           | Karl von Moll Naturforscher, Sigmund von Moll, Kreishauptmann von Roverodo               |        |
| Mollard, Mollarth Freiherrn von Reinegg                     | H; Frh, Gf ?–1759          | savoy. Geschlecht, öst., mährischer Adel                                                                                              | wichtige Hofämter, Karoline von Fuchs-Mollard, Erzieherin Maria Theresias                |        |
| Montenuovo                                                  | H; Fü 1864–1951            | Schloss Peuerbach, Nachkommen der Erzg. Marie-Louise und Graf Neipperg, 1864 Fürstenstand.                                            |                                                                                          |        |
| Moser von Eggendorf Moser am Wehr                           | Hr; 1385–16. Jh.           | Schloss Eggendorf, oberöst. Kleinadelige                                                                                              |                                                                                          |        |
| Müller von Mühlheim                                         | R; Ri 1630–?               | nobilitierte Beamte, im jungen oberöst. Ritterstand                                                                                   | Geviertes Wappen, Herzschild halbes Mühlrad, Mohr mit Binde.                             |        |
| Mühlwang(er), Muhlbanger zu Mühlgrub und Neydharting        | Ri;1305–1680               | Schloss Mühlwang, Freisitz Mühlleiten, Dienstmannen der Herren von Ort; dann auch Güter in NÖ                                         | Grub im Traunviertel, wo?                                                                |        |
|                                                             |                            | |                                                                                          |        |

## N
| Name                                           | Stand, Titel, Zeitraum    | Stammsitz/Ursprung Gebiet                                                                                                   | Persönlichkeiten Anmerkungen                                    | Wappen |
|                                                |                           | |                                                                 |        |
| Neidhardt, Neithart von Gneissenau             |                           | Schloss Gneisenau, Ulmer Patrizier                                                                                          | Johann Eberhard Neidhardt                                       |        |
| Neuhaus zu Rueting Neunhauser                  | R?; Frh 1335– ~1650       | Wasserschloss Stadlkirchen, altbayer. Adel, ab 1484 in Öst., 1623 Freiherren Härtenstein und Hoheneck                       | Georg Christoph von Neuhaus, Verweser der Landeshauptmannschaft |        |
| Nütz von Goisernburg Freiherren von Wartenburg | R, Frh; Gf 1493–nach 1720 | 1493 mit „von Goisernburg“ nobil., 1644 Wartenburg erworben, 1644 junger, 1645 alter oö. Ritterstand, 1655 Frh, 1695 Grafen |                                                                 |        |
|                                                |                           | |                                                                 |        |

## O
| Name                      | Stand, Titel, Zeitraum      | Stammsitz/Ursprung Gebiet                                                              | Persönlichkeiten Anmerkungen                         | Wappen |
|                           |                             |                                                                                        |                                                      |        |
| Oberhaim, Oberheimer      | Ri; 1235– ~1650             | Oberham bei Hohenzell, oberöst. Geschlecht                                             | Christoph von Oberhaim                               |        |
| Oedt, Oeder zu Götzendorf | R, H; Frh, Gf vor 1250–1768 | Oedt und Aichberg, Dienstleute der Wesen, 1608 Freiherren, 1714 Grafen                 | Johann Christoph Heinrich Graf von Oedt (1719–1750), |        |
| O'Hegerty, O'Heguerty     | H; Gf ?–1882                | altes irisch-franz. Geschlecht, Graf Karl Johann erwarb 1841 Tillysburg                |                                                      |        |
| Ostermayr zu Egendorf     | R; Ri ?–nach 1620           | Schloss Eggendorf, schwäb. Geschlecht, 1566 oö. Ritterstand, 1575 junger nö. Ritterst. |                                                      |        |
|                           |                             |                                                                                        |                                                      |        |

## P
| Name                                                           | Stand, Titel, Zeitraum    | Stammsitz/Ursprung Gebiet | Persönlichkeiten Anmerkungen                                          | Wappen |
|                                                                |                           | |                                                                       |        |
| Panhalm, Ponhalm                                               | Hr; ~1200–1557            | Steyrer Ratsbürger, ober- und niederöst. Ritter |                                                                       |        |
| Panicher                                                       | R ; Ri 1165–1646          | Erbausfergen in Laufen, Salzburger Geschlecht, 1595 oö. Landstand, 1617 alter nö. Ritterstand |                                                                       |        |
| Paumgarten, Paumgartner zu Frauenstein                         | H ; Frh, Gf 15. Jh.–1883  | Schloss Frauenstein, Bürger von Kufstein, altes bayer. Geschlecht, 1629 Freiherren, 1745 Reichsgrafen; 1787 alter oö. Herrenstand                                                                           |                                                                       |        |
| Paumgartner zu Holenstein                                      | H ; Ri, Frh 1255–1726     | Auhof, Nürnberger Patrizier, Linie in Augsburg 1537 Reichsfreiherren; Hans Albrecht auf Auhof bei Linz-Urfahr 1602 in oö. Ritterstand                                                                       | nur kurz in OÖ                                                        |        |
| Paumkircher Baumkircher                                        | R ; Ri 1390– ~1550        | Stadt und Burg Enns als Lehen, steir.-krainer Geschlecht; 1535 im Ritterstand genannt, zuletzt im Sitz Haus bei St. Pantaleon in NÖ                                                                         | Andreas Baumkircher                                                   |        |
| Pausinger                                                      | R ; Hr 1816–heute         | Ungenach, Unterach am Attersee; bayer. Adel, 1857 öst. Adelsanerkennung (unter Änderung des Wappens) | Franz Xaver von Pausinger                                             |        |
| Peckenzell Peck von Peckenzell                                 | R ; Frh 1576–heute?       | Schloss Hackledt, Schloss Tollet, 1576 Reichsadel, 1641 Peck von Peckenzell, 1758 bayer. Frh, 1825 oö. Landstand, 1836 öst. Freiherren                                                                      |                                                                       |        |
| Peisser von und zu Werttenau                                   | R ; Ri 1529–1731          | Schloss Mühldorf, Brixener Ratsbürger, Tiroler Geschlecht, 1529 Wappenbrief, 1674 Peisser von und zu Werttenau, 1719 junger oö. Ritterstand; oö Linie 1731 erloschen, Tiroler Linie 1766 in nö. Ritterstand |                                                                       |        |
| Pellegrini                                                     | H ; Frh, Gf 1767–?        | alte Veroneser Patrizier, 1767 oö. Herrenstand, 1769 alter oö. Herrenstand, 1820 öst. Grafen | Karl Clemens Pellegrini, Feldmarschall                                |        |
| Pelsern Pelser-Fürnberg                                        | R; 1743–?                 | 1743 junger oö. Ritterstand, 1848 Adelsbestätigung |                                                                       |        |
| Perdacher von Pergenstein                                      | R; 1769–?                 | 1769 erbländ. und junger oö. Ritterstand |                                                                       |        |
| Pereira-Arnstein                                               | -                         | 1867 Gut Bergheim; 1783 Reichsritter für die Arnsteiner, 1810/12 Frh Pereira-Arnstein; im oö Landtag | Henriette von Pereira-Arnstein                                        |        |
| Pergen                                                         | H ;Gf 1663–1900?          | 1663 Ritterstand bestätigt, mehrere freih. und gräfl. Linien, 1778 Erbland-Münzmeisteramt | Johann Anton von Pergen, Ludwig von Pergen                            |        |
| Perger am Perg                                                 | H; Gf 1663–1900?          | Perg bei Rohrbach Passauer Ministeriale, // unklar, siehe Hoheneck |                                                                       |        |
| Pergheimer, Bergheimer Herren von Bergheim                     | Hr; 10.–15. Jh.           | Burgstall Perkheim, Schloss Oberbergham, Schloss Würting bei Offenhausen, zwei Geschlechter (aus Salzburg und OÖ) mit unklarer Zuordnung                                                                    | Rüdiger von Bergheim                                                  |        |
| Perlas de Villanova, Marquis de Rialp                          | H; Gf ?–um 1800?          | span. Adel, 1725 öst. Grafen, 1726 nö. und 1732 oö. Herrenstand; Güter in Kroatien |                                                                       |        |
| Pernauer                                                       | Hr; 11. Jh– ~1410         | Schloss Bernau | Ulrich II. Pernauer                                                   |        |
| Pernauer von Perney                                            | R,H ; Frh 1574–?          | aus Tirol (von Peney), 1652 oö. Ritterstand, 1674 Frh, 1727 oö. Herrenstand Schloss Bernau |                                                                       |        |
| Perndorfer                                                     | Ri; 1220?–1405            | Berndorf (Gem. Eidenberg) |                                                                       |        |
| Perneck, Pernegg                                               | H; Hr, Gf? 1190–1543/45   | Burg Pernegg, ein Zweig der Otakare/Traungauer | Friedrich von Perneck, Eckart von Pernegg                             |        |
| Pessler Peßler                                                 | R; - 1803–?               | Schloss Langhalsen, Steinbach, Schweizer Familie, 1803 erbländ. Ritter, 1804 junger oö. Ritterstand | Gustav von Peßler?,                                                   |        |
| Peutner; Pfeffer; Fisterer                                     |                           | |                                                                       |        |
| Pflachern, Pflacher zu Oberbergham, zu Schörgern               | - ; Frh 1523–heute        | Schloss Oberbergham (Plötzenedt), Schloss Schörgern, Tiroler Geschlecht, 1523 nobil., 1761 Frh |                                                                       |        |
| Pflügel, Pfliegel zu Goldenstein; zu Wolfsegg von Neuenkieming | H; Gf 1518–1694           | Schloss Goldenstein, Schloss Wolfsegg, Salzburger Geschlecht, 1613 erbl. Adel, 1627 junger oö. Ritterstand                                                                                                  | Georg Pfliegel zu Goldenstein 1621–1628 oö. Vicedom                   |        |
| Pflummern                                                      | H; Gf 1183–1882?          | aus Pflummern (Riedlingen), altes schwäb. Geschlecht, 1743 Frh, bayer. Linie 1883 erloschen, Württemb. freiherrl. Linie länger Herrenstand                                                                  | Heinrich von Pflummern, Franz Xaver von Pflummern, Karl von Pflummern |        |
| Piber von Piberau Rotel, Lobenstein                            | Ri; ~1150?– ~1400         | stammen von den Rotel/Rotelheim (bei Ottensheim) ab, nahe verwandt mit Lobenstein (im 17. Jh erloschen?) |                                                                       |        |
| Pilati                                                         | H ; Frh, Gf 1602–heute    | Schloss Dachsberg, Tiroler, 1602 Ritter, 1705 R.Frh, 1738 böhm. Frh, 1775 junger oö. Herrenstand, 1795 Grafen                                                                                               |                                                                       |        |
| Pillich (Billich)                                              |                           | |                                                                       |        |
| Pirching Pirchinger zu Sigharting                              | H ; Hr, Frh 1265–um 1650? | aus dem Mühlviertel |                                                                       |        |
| Planck von Planckburg                                          | - ; 1844–heute?           | Schloss Feyregg, Schloss Weyer u. a.; Tiroler Händler, 1844 nobil. | Carl Leopold Planck von Planckburg                                    |        |
| Pocksteiner zu Woffenbach                                      | H ; Frh (1582)-1829       | aus dem Nordgau, dann in Bayern Nieder-Peurbach bei Landshut, 1733 Ansuchen um jungen oö. Ritterstand; 1745 Frh, 1791 junger oö. Herrenstand                                                                |                                                                       |        |
| Polheim Polhaim                                                | H ; Gf 1143–1909          | Pollham, altes oberöst. Geschlecht | Albero II. von Polheim, Wolfgang von Polheim                          |        |
| Prag Freiherr zu Windhaag                                      | – ; Frh um 1450?–1627?    | Burgruine Windhaag, südsteir./ böhm. Familie, 1486 Ritter, 1505 Frh | Ladislaus Prager                                                      |        |
| Prambach                                                       | Hr; ~1140?– ~1320?        | aus Prambachkirchen | Bernhard von Prambach                                                 |        |
| Pranckh zu Bux und Feldegg                                     | H ; Frh 1135–heute        | Schloss Feldegg, von 1550 bis 1725? | Friedrich von Pranckh                                                 |        |
| Prandt Prandtner                                               | - ; ~1230– ~1300?         | Burgruine Prandegg | nur kurz in OÖ, dann in NÖ; mehrere gleichnamige Familien             |        |
| Praunfalk                                                      | - ; Frh ?–um 1870?        | Praunfalk (Gemeinde Bad Aussee), steir. Ritter; 1637 Frh; emigrierten nach Deutschland |                                                                       |        |
| Preiner, Breiner = Breuner??                                   | Gf                        | |                                                                       |        |
| Preuhafen Preuhaven                                            | Hr; ~1170?– ~1400?        | Steyrer Patrizier |                                                                       |        |
| Preysing (Adelsgeschlecht) Preyßing                            | H ; Gf ~1150–heute        | bayer. Adel, mehrere Linien; 1465 Frh, 1645 Grafen |                                                                       |        |
| Prücklmayr                                                     | R ; Frh 1640–1657         | 1640 junger oö. Ritterstand, 1648 Frh; nach einer Generation wieder erloschen | Johann Mathias Prücklmayer                                            |        |
| Prösing; Pruckner; Prunnhaimer                                 |                           | |                                                                       |        |
| Pucher von Meggenhausen                                        | H ; Frh 1603–heute        | Schloss Puchberg, 1633 junger oö. Ritterstand, 1652 Frh |                                                                       |        |
| Puchheim                                                       | H ; Gf ~1140–1718         | Schloss Puchheim | Pilgrim II. von Puchheim, Hans Christoph III. von Puchheim,           |        |
|                                                                |                           | |                                                                       |        |

## Q
| Name                                  | Stand, Titel, Zeitraum | Stammsitz/Ursprung Gebiet                                                               | Persönlichkeiten Anmerkungen      | Wappen |
|                                       |                        |                                                                                         |                                   |        |
| Quarient und Raal Quarienti, Guarient | H; Frh 1460–nach 1800? | aus Verona stammendes altes Tiroler Geschlecht; 1704 alter oö. Ritterstand, 1716 Grafen | Franz Anton von Quarient und Raal |        |
|                                       |                        |                                                                                         |                                   |        |

## R
| Name                                  | Stand, Titel, Zeitraum      | Stammsitz/Ursprung Gebiet | Persönlichkeiten Anmerkungen                      | Wappen |
|                                       |                             | |                                                   |        |
| Rabatta                               | H ; Gf ?– ~1800?            | aus Florenz kommend, Krainer Geschlecht, 1634 Grafen, 1685 oö. Herrenstand                                                                              | Rudolf von Rabatta, Raymund Ferdinand von Rabatta |        |
| Rabenhaupt von Sucha Robmhap ze Suché | H ; Frh ~1400–1761          | böhm. Geschlecht, 1535 oö. Ritterstand, 1644 erbländ., 1673 böhm. Frh                                                                                   | Carl von Rabenhaupt                               |        |
| Rappach                               | - ; ~1360–1786              | altes steir. Geschlecht, dann in NÖ ansässig |                                                   |        |
| Rasp                                  | - ; Frh, (Gf) ~1300– ~1770? | aus dem Innviertel, auch in Tirol und Krain ansässig, 1660 Frh, 1708 Grafen, 1547 in OÖ erloschen                                                       |                                                   |        |
| Rattmannstorf                         |                             | |                                                   |        |
| Rech zu Luftenberg                    | H ; Frh ~1280– ~1350        | |                                                   |        |
| Reischach                             | H; Frh ~1190–heute          | Württemberg. Geschlecht, 1783 junger, 1786 alter oö. Herrenstand                                                                                        |                                                   |        |
| Retschan zu Feldegg                   | R; Hr ?–1604                | Schloss Feldegg, aus Krain kommend, 1566 oö. Ritterstand, 1604 in OÖ erloschen                                                                          |                                                   |        |
| Revertera Revertera-Salandra          | - ; Hr ?–1604               | Schloss Tollet, Schloss Helfenberg, aus Neapel, seit 1845 auf Tollet                                                                                    | Friedrich Revertera von Salandra                  |        |
| Riesenfels Risenfels                  | H ; Frh 1510–?              | Schloss Schwendt, hießen ursprünglich Riss, 1510 nobil., 1636 Reichsritter von Risenfels, 1661 junger oö. Ritterstand, 1686 R.Frh, 1690 oö. Herrenstand |                                                   |        |
| Roedern, Redern                       | H; Frh 1155–1914            | Schloss Berg bei Rohrbach, märkischer Uradel, böhm.-öst. Geschlecht, seit 1542 in OÖ                                                                    | Melchior von Redern                               |        |
| Rohr                                  | H; Frh 1030–heute           | Burg Leonstein, bayer. Uradel | Bernhard von Rohr                                 |        |
| Rohrbach                              | Frh; ~1220–1662             | bayer.-oberöst. Adelsgeschlecht |                                                   |        |
| Rosenberg                             | - ; Frh 1155–1611           | böhm.-öst. Geschlecht mit unklarer Geschichte | die Orsini-Rosenberg sind nicht verwandt          |        |
| Rosenbusch                            | H; Frh 1537– ~1770          | Freisitz Geretsdorf; bayer. Geschlecht, Besitz im Innviertel; 1690 Frh                                                                                  |                                                   |        |
| Rottal Frh von Thalberg               | H; Frh ~1450–1762           | Grazer Bürger, steir. Geschlecht, 1619 Freiherren, 1649 Grafen                                                                                          | eine Linie zu Steyr erlosch 1555                  |        |
| Ruestorfer                            | H; Frh 1155–1735            | bayer./öst. Geschlecht; zwei versch. Geschlechter |                                                   |        |
| Rumerskirch                           | H; Ri 1590–1860?            | Bremer Familie, böhm. Adel, 1590 geadelt, 1747 böhm. Freiherrn, 1769 junger oö. Ritterstand                                                             |                                                   |        |
| Rundinelli                            | R; Ri 1600?–1651?           | Gut Haiding; ital. Familie, dann in Salzburg, beerbte die Strutz von Haiding, 1636 junger oö. Herrenstand; 1651 erloschen?                              |                                                   |        |
|                                       |                             | |                                                   |        |

## S
| Name                                               | Stand, Titel, Zeitraum    | Stammsitz/Ursprung Gebiet                                                                                         | Persönlichkeiten Anmerkungen                                                                                            | Wappen |
|                                                    |                           | | |        |
| Saint Julien siehe Julien                          |                           | | |        |
| Salburg zu Artstetten, Frh zum Falckenstein –stain | H; Gf 1571–heute          | seit ca. 1530 in OÖ, Salzbeamte, 1571 Ritter; kauft 1605 Falkenstein; 1607 Frh zu Aichberg auf Falkenst           | Ranarigl, Aichberg |        |
| Salm, Salm-Reifferscheidt Neuburg am Inn           | H; Fü vor 1000–heute      | Salmhof, moselländische Grafen als Nebenlinie der Wigeriche, weitverzweigtes Geschlecht                           | Niklas Graf Salm der Ältere, Philipp Otto zu Salm, Karl Theodor Otto zu Salm, Hugo Franz Altgraf zu Salm-Reifferscheidt |        |
| Schallenberg                                       | H; Gf 1190–heute          | Burgruine Schallenberg, altes oberöst. Geschlecht,                                                                | Christoph von Schallenberg, Leopold Christoph von Schallenberg                                                          |        |
| Schärffenberg Herren von; Scherffenberg            | H; Gf 1135–1847           | altes Krainer Geschlecht                                                                                          | Johann von Scharffenberg                                                                                                |        |
| Schaunberg(er) Grafschaft Schaunberg               | Gf 12. Jhdt?–1572         | Burgruine Schaunberg                                                                                              | errichteten eigene Grafschaft, die Lehen gingen dann an die Starhemberg und die Liechtenstein                           |        |
| Scheck                                             | Ri; 1159?– ~1470          | Ritter aus Steyr                                                                                                  | |        |
| Schifer von Freyling                               | R ; Frh 1250?–1738        | aus den Natterbachern entsprungen                                                                                 | |        |
| Schlik                                             | - ; Gf                    | böhm. Geschlecht, 1422 Frh, 1437 R.Grafen; 1762 oö. Herrenstand                                                   | |        |
| Schlüsselberger                                    | R; Frh ?–1400             | um 1330 Ritter, ihr Stammgut ging an die Schifer                                                                  | |        |
| Schmidauer Schmidtauer von Obernwalsee             | R; Frh? 1578–1850?        | Burgruine Oberwallsee, Schloss Grub?,                                                                             | |        |
| Schmöltzing zu Zwicklödt                           | R                         | | |        |
| Schönborn                                          | H ; Gf 1180–heute         | Schloss Schönborn (Göllersdorf), Palais Schönborn-Batthyány, altes Geschlecht aus dem Rheingau                    | Friedrich Schönborn, Christoph Schönborn, mehrere Bischöfe                                                              |        |
| Schütter von Klingenberg; zu Windthaagen           | R; Hr 1573–1750?          | Klingenberg Schloss Windhaag, Feyregg; 1573 Ritter, 1596 junger oö. Ritterstand; gingen nach NÖ                   | Georg von Schütter unterzeichnete Horner Bund                                                                           |        |
| Schweinpeck                                        |                           | | |        |
| Seeau                                              | H; Gf 14. Jhdt.–1870?     | | Johann Friedrich von Seeau, Joseph Anton von Seeau                                                                      |        |
| Seilern Seilern und Aspang                         | H ; Gf 1684–heute         | nobilitierte Beamte                                                                                               | Johann Friedrich von Seilern, Christian August von Seilern,                                                             |        |
| Selb                                               | H ; Gf ~1660–1771         | Palais Selb, 1663 junger oö. Ritter-, 1673 erbl. Freiherrnstand                                                   | |        |
| Sigmar                                             | H; Gf P ~1530?–?          | Schlüsselberg, 1552 oö. Ritterstand, gingen um 1630 als Protestanten nach Deutschland                             | |        |
| Sinzendorf                                         | H ; Fü, Gf 13. Jh.–1822   | Schloss Ernstbrunn, bayer.-oberöst. Geschlecht; Erbschatzmeister des HRR                                          | |        |
| Slavata von Chlum                                  | H ; Gf ?–1721             | Schloss Neuhaus, böhm. Geschlecht, 1621 Grafen, 1644 oö Herrenstand                                               | |        |
| Spannocchi                                         | H ; Gf 1350–heute?        | Siena, 1795 erbländ. Frh, 1835 ungar. Grafen                                                                      | Lelio Spannocchi, Emil Spannocchi                                                                                       |        |
| Spaun                                              | R ; Gf 1721–nach 1900?    | 1721 Ritter, 1776 oö alter Ritterstand                                                                            | |        |
| Speidl von Vatterdorf, von Neuhofen; zu Adlerskron | H ; Gf ~1590–heute?       | bayer. Geschlecht, 1590 steir. Adel, 1639 Frh, 1627 oö. Ritterstand,                                              | Vatersdorf = Liebenau bei Graz                                                                                          |        |
| Spiller                                            | R; Ri 1545–1721           | 1545 Ritter, 1566 junger oö. R.st, 1680 alter oö. Ritterstand                                                     | Schloss Mitterberg im Hausruck                                                                                          |        |
| Spindler von Wildenstein, zu Hofegg                | H; Gf 1596–1800?          | 1596 Adelsbestätigung, 1602 junger oö. und 1633 alter oö. Ritterstand, 1647 Frh, 1702 oö. Herrenstand             | |        |
| Sprinzenstein                                      | H; Gf ~1500–1970          | Schloss Sprinzenstein, Schloss Drosendorf, urspr. Ritz von Sprintzenstein, südtir.-ital. Familie, öst. Geschlecht | Ferdinand Max von Sprinzenstein                                                                                         |        |
| Stadler von Stadelkirchen                          | ~1130–1559                | | |        |
| Starhemberg                                        | H ; Fü Gf ~1200–heute     | Burg Wildberg, Schloss Starhemberg altes oberöst. Adelsgeschlecht                                                 | Ernst Rüdiger von Starhemberg, Ernst Rüdiger Starhemberg                                                                |        |
| Steger von Ladendorf                               | ~1300–1723                | | |        |
| Stiebar auf Buttenheim                             | ?; Frh 1304–1762; (heute) | Schloss Stiebar in Gresten, fränkischer Adel, Hauptlinie 1762 erloschen, öst. Seitenlinie existiert noch          | Christoph von Stiebar                                                                                                   |        |
| Storch von Klaus/Claus                             | R P; ~1490–?              | steir. Bürger, 1566 oö. Ritter; gingen als Protestanten nach Deutschland                                          | |        |
| Stürgkh                                            | H ; Gf (1333)1532–heute   | Burg Plankenwarth, aus Bayern stammendes steir. Geschlecht                                                        | Georg Stürgkh, Karl Stürgkh, Desirée Treichl-Stürgkh                                                                    |        |
|                                                    |                           | | |        |

## T
| Name                                           | Stand, Titel, Zeitraum    | Stammsitz/Ursprung Gebiet                                                                 | Persönlichkeiten Anmerkungen                                                                                 | Wappen |
|                                                |                           |                                                                                           | |        |
| Tannberger                                     | H 1581; Frh ~1140?– ~1720 | Burgruine Tannberg, altes Innviertler Ministerialengeschlecht, um 1720 erloschen          | Sixtus von Tannberg                                                                                          |        |
| Tattenbach Tettenbach, Tattenbach-R(h)einstein | H ; Gf                    | Schloss Sankt Martin im Innkreis, alter bayer. Adel, die jüngere Linie war in OÖ ansässig | Georg Ignaz von Tattenbach                                                                                   |        |
| Taufkirchen zu Klebing                         | H; 1249–heute?            | bayer. Geschlecht                                                                         | |        |
| Thurn und Taxis                                | H                         | 1512 Ritterstand, mehrere Linien, 1729 oö. Herren                                         | |        |
| Thun und Hohenstein                            | H ; ~1145–heute           | Schloss Achleiten, altes Geschlecht aus Trient, 1692 oö. Herrenstand,                     | Johann Ernst von Thun und Hohenstein,                                                                        |        |
| Thürheimer Thierheimer                         | H ; Gf ~1130–1961         | Schloss Weinberg, schwäb.-oberöst. Adelsgeschlecht                                        | Franz Ludwig von Thürheim, Lulu von Thürheim                                                                 |        |
| Tige                                           | H ; ~1400–1875            | Wolfsegg; französ. Geschlecht, um 1670 nach Ö; 1726 Grafen, 1716 oö. Herrenstand          | |        |
| Tollinger von und zu Grienau                   | H ; ~1500–1736            | Grünau, (Grub im Mühlv.); oö. Geschlecht, 1511 Landstand                                  | |        |
| Traun siehe Abensperg und Traun                |                           |                                                                                           | |        |
| Trautson                                       | H; Frh ~1230–1775         | Burg Trautson, Burg Falkenstein, altes Tiroler-öst. Adelsgeschlecht                       | Paul Sixt III. von Trautson, Johann Leopold Donat von Trautson                                               |        |
| Trauttmansdorff                                | H; Fü Gf                  | Schloss Totzenbach, Schloss Pottenbrunn, altes steir. Adelsgeschlecht                     | Maximilian von und zu Trauttmansdorff, Siegmund Joachim Graf Trauttmansdorff, Ferdinand von Trauttmansdorff, |        |
| Tschernembl                                    | H ; ~1300–1677/(heute)    | Windegg im Machland, Krainer Geschlecht, 1566 oö. Herrenstand, 1665 Grafen                | |        |
|                                                |                           |                                                                                           | |        |

## U
| Name                                              | Stand, Titel, Zeitraum | Stammsitz/Ursprung Gebiet                               | Persönlichkeiten Anmerkungen | Wappen |
|                                                   |                        |                                                         |                              |        |
| Überacker Uiberacker auf Sighartstein und Pfongau | R; ~1100–heute?        | bayer. Geschlecht, 1669 Frh, 1688 Grafen                | Georg Überacker              |        |
| Ulfeld Ulefeld                                    | H; ~1400–1769          | dänisches Geschlecht, 1635 Grafen, 1720 oö. Herrenstand | Anton Corfiz Ulfeldt         |        |
| Urleinsberger zu Neuhaus (bei Petzerreut)         | ~1250–1400?            | bayer. Geschlecht, Passauer Gefolgsleute                | aus Irleinsberg              |        |
|                                                   |                        |                                                         |                              |        |

## V
| Name                                   | Stand, Titel, Zeitraum | Stammsitz/Ursprung Gebiet                                                                                     | Persönlichkeiten Anmerkungen                                           | Wappen |
|                                        |                        | |                                                                        |        |
| Verdenberg Verda; zu Grafenegg (in NÖ) | H; vor 1580–1733       | Peuerbach in oö; oberital. Patrizier, dann in Görz; 1623 R.Frh, 1630 Grafen, 1643 oö. Herren                  | Johann Baptist Verda von Verdenberg; später dann Lichnowsky-Werdenberg |        |
| Villanova siehe Perlas                 |                        | |                                                                        |        |
| Volkenstorfer Volkenstorf              | H P; ~1120– ~1620      | Burg Volkenstorf, altes edelfreies oö. Geschlecht, 1616/1619 erloschen                                        |                                                                        |        |
| Volkra zu Steinabrunn und Streiidorf   | Frh; ~1250–1741        | 1659 Frh |                                                                        |        |
| Vorrig von Hochhauß                    | R, Frh; 1666– ~1750?   | ursprüngl. „Vagl“, 1666 Adel (als „Vorrig“), 1715 junger oö. Ritterstand, 1737 Frh von Hochhaus (ohne Vorrig) |                                                                        |        |
|                                        |                        | |                                                                        |        |

## W
| Name                                     | Stand, Titel, Zeitraum | Stammsitz/Ursprung Gebiet                                                       | Persönlichkeiten Anmerkungen                                                  | Wappen |
|                                          |                        |                                                                                 |                                                                               |        |
| Walchen                                  |                        |                                                                                 |                                                                               |        |
| Waldeck zu Alten- und Hohenwaldeck       | Gf; 11. Jh.–1483       | alter bayer. Adel                                                               |                                                                               |        |
| Walsee, Wallseer                         | H; ~1250– ~1500        | Burgruine Oberwallsee, schwäb. Geschlecht, in Ö mehrere Linien                  | Eberhard IV. von Walsee                                                       |        |
| Weichs                                   | H                      | Schloss Walchen, mehrere bayer. Geschlechter                                    |                                                                               |        |
| Weiss von Würting                        |                        |                                                                                 |                                                                               |        |
| Weißenwolff Ungnad von Weissenwolff      | H ; Gf ~1200–1917      | Schloss Steyregg                                                                | Johann Ungnad von Weißenwolff                                                 |        |
| Welsperg, Welsberg zu Primör             | H                      | Lichtenau; altes Tiroler Geschlecht, 1693 Grafen, 1729 oö. Herrenstand          |                                                                               |        |
| Welz Welzer zu Spiegelfeld, zu Eberstein | H Gf                   | steir.-Salzburger Geschlecht, 1613 oö. Ritterstand                              |                                                                               |        |
| Wendt                                    | H; Frh Gf              | westfäl. Geschlecht, 1715 Grafen, 1710 oö. Herrenstand                          |                                                                               |        |
| Wiellinger von der Au                    | Hr; ? –1766            | 1585 Landstand                                                                  | Schloss Feldegg, in Pram; Achaz Wi(e)llinger, 1626 Bauernführer, 1627 geköpft |        |
| Windhag = Enzmillner; von Kirberg        | R ; Frh                | Windhaag 1629 Adel, 1630 Ritterstand, 1636 junger oö. Ritter                    | Joachim Enzmilner                                                             |        |
| Wöber                                    | R ; Frh 1690–1868      | Hagenberg bei wartberg; 1690 Ritterstand, 1692 junger oö. Ritterstand, 1753 Frh | Anton von Wöber                                                               |        |
| Wolfsteiner                              |                        |                                                                                 |                                                                               |        |
| Wopping                                  |                        | 1684 erloschen                                                                  |                                                                               |        |
| Wrede                                    | Gf Fü; 1790–heute      | Kloster Mondsee, bayer. Geschlecht                                              | Carl Philipp von Wrede                                                        |        |
|                                          |                        |                                                                                 |                                                                               |        |

## Z
| Name                      | Stand, Titel, Zeitraum | Stammsitz/Ursprung Gebiet                | Persönlichkeiten Anmerkungen                        | Wappen |
|                           |                        |                                          |                                                     |        |
| Zelking                   | H; Gf Frh              | Schloss Leonstein, altes Adelsgeschlecht |                                                     |        |
| Zeller                    |                        |                                          |                                                     |        |
| Zinzendorf und Pottendorf | H ; Gf Frh ~1150?–1813 | Zinzenhof; altes Adelsgeschlecht         | Nikolaus Ludwig von Zinzendorf, Karl von Zinzendorf |        |
|                           |                        |                                          |                                                     |        |

## Erklärung
Erklärung zu den Spalten:
Name: gebräuchlichste Form, auch alternative Namensformen
Stand: im oberösterreichischen Herren- oder Ritterstand, mit Zeitpunkt der Aufnahme
Titel: höchste erlangte Adelstitel (die in Oberösterreich ansässig waren)
Zeitraum: Zeitpunkt der Nobilitierung bis Erlöschen im Mannesstamm
Stammsitz: Stammsitz; Sitze, nach denen einzelne Linien benannt wurden, Sitze in (Ober)Österreich oder
Gebiet: Ort oder Gebiet, besonders wenn es mehrere gleichnamige Geschlechter gibt
Persönlichkeiten: wichtigste oder bekannteste Personen, bevorzugt mit Bezug zu (Ober)Österreich; Personenartikel, falls es keinen Artikel zum Geschlecht gibt
Anmerkungen: zusammenfassende Angaben
Erklärung zu sonstigen Angaben:
- keine Angabe oder unbekannt
? Fragezeichen bedeutet unsichere (Jahres)Angaben
~ ungefähr, ungefähre Zeitangabe
kursiv alte Schreibweise
H im Herrenstand
R im Ritterstand
P als Protestanten nach 1620 aus dem Land verwiesen und die Güter bzw. Lehen verloren
Fü Fürsten
RGf Gf Reichsgraf(en), Graf(en)
Frh Freiherr(en)
Ri Ritter
Mi Ministeriale
Hr Herren
Abkürzungen
| NÖ, nö. | Österreich unter der Enns, -isch |
| OÖ, oö. | Österreich ob der Enns, -isch    |
| steir.  | steirisch                        |
| bayer.  | bayerisch                        |
| böhm.   | böhmisch                         |
| erbl.   | erbländisch (siehe Erblande)     |